# Lasiophrys latifrons
Lasiophrys latifrons is een keversoort uit de familie boktorren (Cerambycidae). De wetenschappelijke naam van de soort is voor het eerst geldig gepubliceerd in 1901 door Gahan.